# ユナイテッド航空328便エンジン事故
ユナイテッド航空328便エンジン事故は、2021年2月20日にアメリカ合衆国・コロラド州デンバー国際空港付近で発生した航空事故。
同便は2月20日13時04分にデンバー国際空港からダニエル・K・イノウエ国際空港（ホノルル）へ向けて離陸し、直後に2基あるエンジンのうち右側の1基が故障したのち同空港に緊急着陸した。この故障でエンジンの部品やがれきが落下し、個人の家や地上に駐車していた車両に重大な損傷を与えたものの、航空機内の乗員・乗客、および地上の人間に負傷などは報告されていない。

## インシデントの詳細

ユナイテッド航空328便のインシデント時の飛行経路

ユナイテッド航空328便（UA328）は現地時間13:04、デンバー国際空港の滑走路25から離陸した。離陸から4分後、13,000フィート（約4,000m）を上昇中に右側の2番エンジンが故障し、コロラド州ブルームフィールドの近所でエンジンカウルの取り付け部など一部が崩壊して脱落し、地面に落下した。機内や地上にいた誰にも怪我はなかったが、故障に伴い脱落した破片は、ボディ・フェアリング（機体の表面上を覆う複合素材の軽量部品）に穴を開けた。
飛行経路であったコロラド州ブルームフィールドのコモンズパーク郊外とその周辺地域、少なくとも1マイル（1.6 km）の幅に部品や破片が落下した。エンジンカウリングなど部品や破片が落下するようすは、スマートフォンのカメラや車載カメラを使用した目撃者によって記録された。落下したがれきも個人の家の屋根に落下したり、地面に駐車していた車両に重大な損傷を与えたりした。
事故発生後、パイロットはメーデー（緊急事態）を宣言し、空港に引き返すために航空交通管制に左旋回を要求した。その後、同機は現地時間13時28分、滑走路26に無事着陸した。総飛行時間は24分であった。
引き返したUA328便の乗客には、補償としてUA3025便に振り替えが行われ、事故から数時間後にデンバーからホノルルに向け出発した。 
なお、UA3025便はボーイングの生産ラインで事故機N772UAの直後に生産された別のボーイング777、N773UAによって運航された。

## 事故機

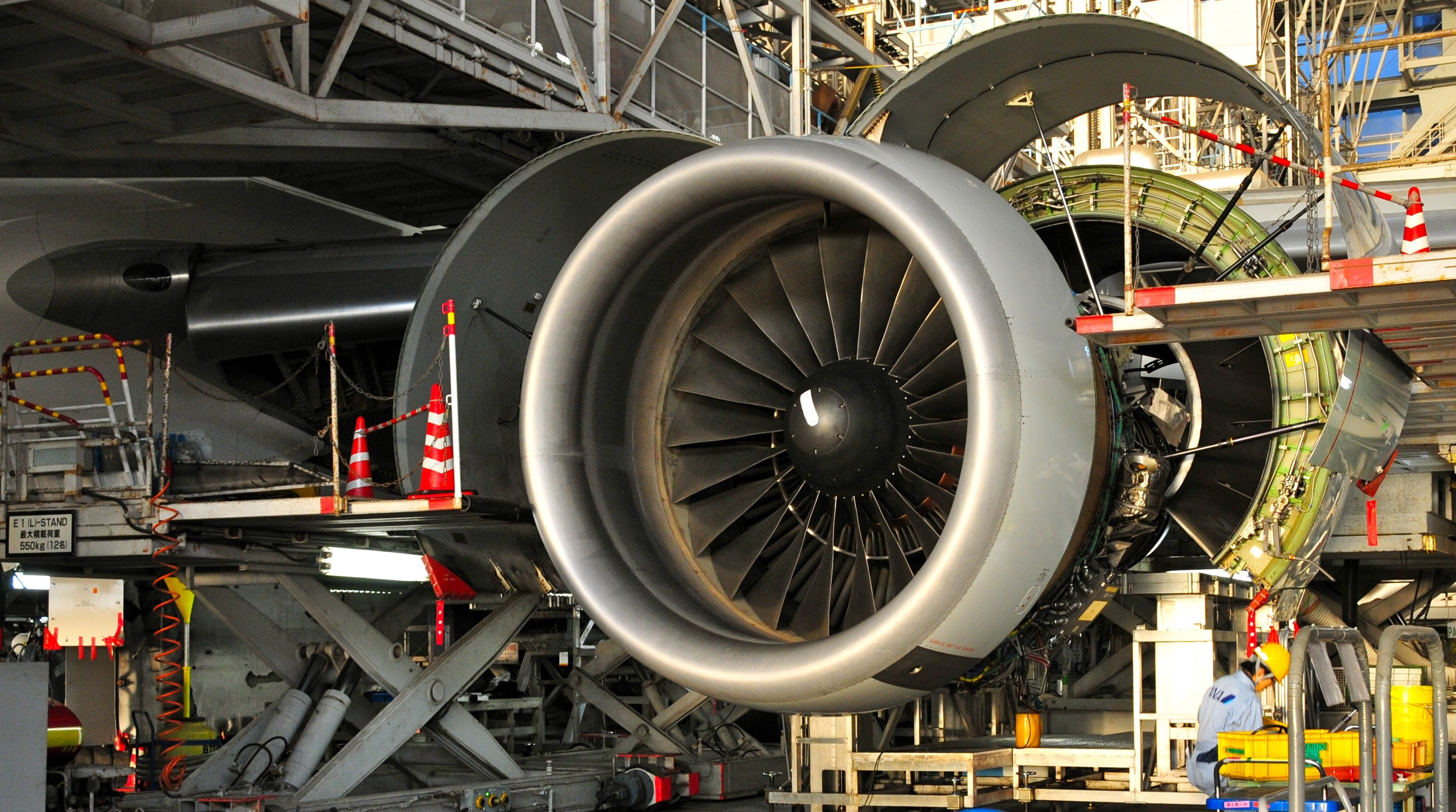
B777-200の左に装着されたPW4074が、ファンのドアを開けメンテナンスを受けている。エンジン前面の丸いカウリングが、UA328から脱落したエンジン前面インレットカウリング

### 航空機
事故機であるN772UAは1995年9月にユナイテッド航空に引き渡されたボーイング777-200型機である。事故時点の機齢は約26年であった。
エンジンはプラット・アンド・ホイットニー PW4000 ターボファン・シリーズのPW4077が搭載されていた。
事故当日、当該機材N772UAはUA2465便としてシカゴ・オヘア空港（ORD）を中部標準時9時37分に出発し、デンバーに中部標準時10時50分に到着した。
事故後、当該機材であるN772UAは調査が行われていたが、2021年7月15日に保管場所であるデンバーからヴィクタービル（サザンカリフォルニア・ロジスティックス空港）へとフェリーされた。

### エンジン
ボーイング777は、長距離、ワイドボディの航空機であり、事故による致死率は比較的低かった。またオリジナルのB777-200に搭載されたPW4000-112は、エンジンだけでB737とほぼ同じ幅であった。
ユナイテッドのB777-222で使用されているPW4077派生品は、名目上77,000lbf（約342kN)の推力を生成する。 これは、元々B747-400に搭載されていたPW4000-94エンジンより高バイパス比のバージョンである。22個の中空コアファンブレードを使用して、直径112インチ（約280cm）のファンセクションを備えた777専用エンジンに再設計された。PW4000-12ファンブレードは、チタン合金製のワイドコード翼型で、ブレード先端の長さは約40.5in。PW4000-112ファンブレードの重量は最大34.85lbs。
アメリカ連邦航空局（FAA）は、プラット・アンド・ホイットニー社（以下P&W）のPW4000シリーズエンジンを搭載していたアメリカの航空機運用者に対し、さらなる飛行の前にこれらのエンジンのファンブレードを検査することを要求する緊急耐空性指令（EAD）を発行した。この件を含め、いくつかの国家航空当局によって同エンジンを搭載した機体は極めて迅速に飛行停止となった（#影響の項で後述）。2021年2月21日現在、アメリカ国家運輸安全委員会（NTSB）はこのエンジン事故を調査している。
なお、ボーイングは2013年にP&W PW4000シリーズを搭載したB777の生産を停止し、他のエンジンを推奨している。

## 同型機・同型エンジンの事故

### ユナイテッド航空1175便

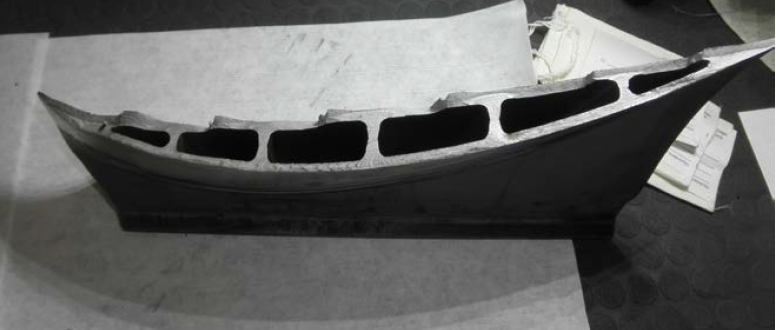
UAL1175のPW4077ファンブレード根元部破面図（金属疲労、NTSB写真）

2018年2月13日、サンフランシスコ発のUA1175便で同様のエンジントラブルが発生し、目的地のホノルルから120マイル（約193km）離れた場所でエンジンカウルが失われた同機は最終的に修理され、運用に復帰した。今回の事故機と同型の機種であるボーイング777-200（N773UA）であった。
この便でも死傷者は出なかった。同機は最終的に修理され、運用に戻った。NTSBはエンジン内部のファンブレードが、2010年以降ゆっくりと伝播していた既存の金属疲労亀裂から破損し、故障につながったと判断した。調査では、P&Wの熱音響画像検査（TAI）プロセスの訓練が不足していたため、以前の2回の検査で亀裂を特定できなかったが、これはP&Wの失敗であるとされた。「部品特定と検査結果の評価の誤りにより、亀裂のあるブレードがサービスに戻され、これが最終的に破損した」。ウォールストリートジャーナルがレビューした文書によると、ボーイングはその事件（UA1175）の結果として、交換用ファンカウルの再設計に取り組んでいた。

### 日本航空904便

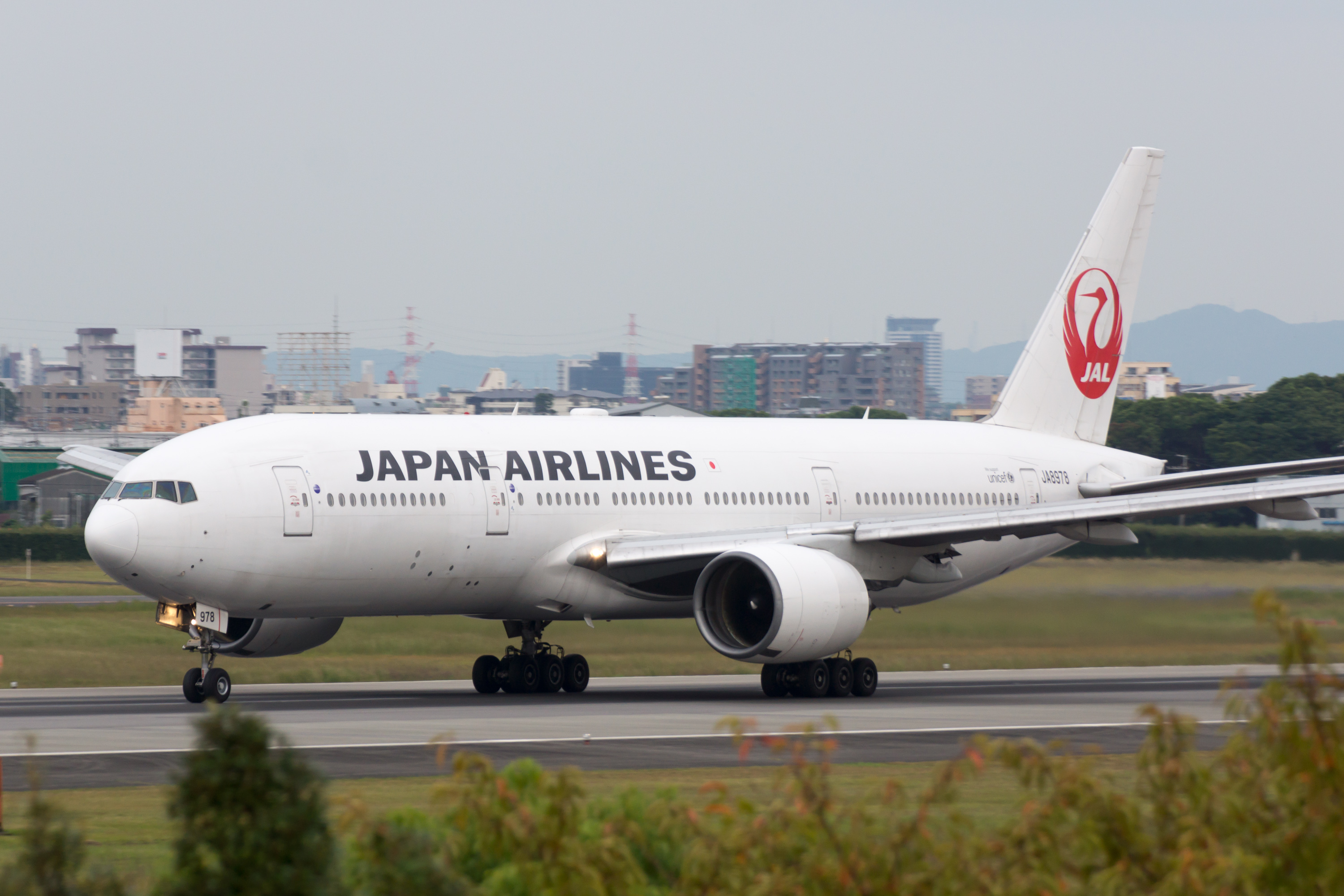
ファンブレードの破損を起こした
JALのJA8978（元JAS）

2020年12月4日、那覇空港発羽田行き日本航空904便で運航されていたB777-200型機（JA8978、1997年製・元日本エアシステム）も同様のファンブレードの破断を起こし、離陸6分後、高度16,000フィートでエンジン部品等及びカウルの一部が脱落、飛散した部品により機体を損傷させる事故が発生。当該機はけが人なく那覇空港に安全に戻ったが、JTSB（国土交通省運輸安全委員会）は「重大インシデント」と位置づけ調査に着手した。
JTSBは2022年8月に公表した事故調査報告書で、ユナイテッドの2件の事故と同様に、JAL機のエンジンのファンブレードも22枚中2枚が破断し（残り20枚もめくれや欠損等の損傷が見られた）、うち1つは金属疲労破壊によるものと断定した。金属疲労は、ファンブレード中空部の製造工程で生じた金属粒(ノジュール)が溶着したことで、溶着した箇所の金属組織が疲労強度が低い金属組織に変化したために生じたと推定された。
JAL保有の777-200のうち、2003年の経営統合に伴い継承したJASの-289は、JAL自社発注分の-246に搭載されているPW4077より推力が少し低いPW4074を搭載しており、推力は74,000lbf（約329kN）であった。

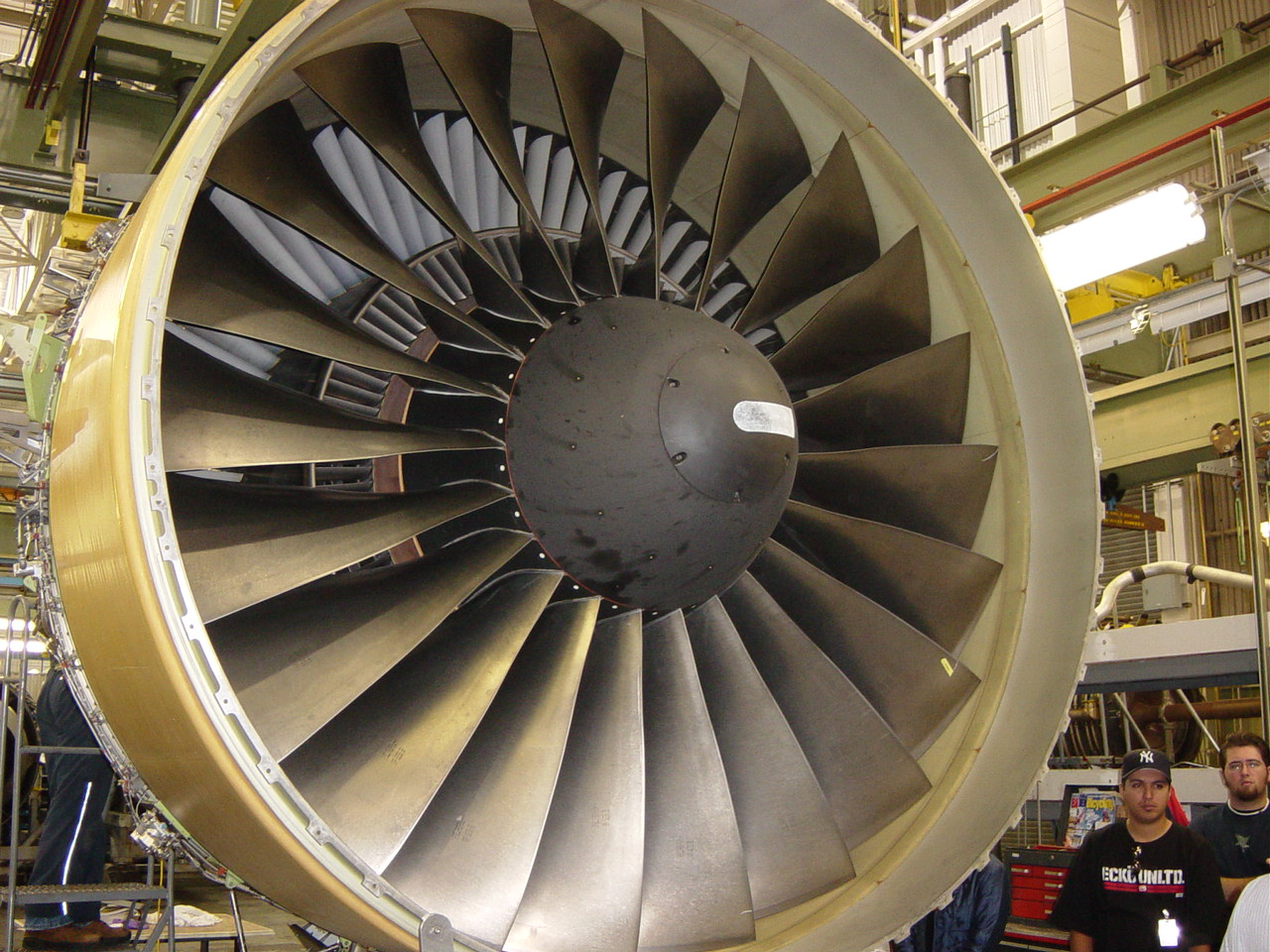
PW4077のチタンブレード・ファンセクションとコンテインメント・リングが見える。サンフランシスコ国際空港のUA整備棟にて

### ロングテール・アヴィエーション5504便
UA328便の事故と同じ2021年2月20日、ロングテール・アヴィエーションの貨物改修機ボーイング747-412BCF型機（登録番号VQ-BWT、元シンガポール航空）がオランダのマーストリヒト空港を出発した直後にエンジン故障に遭遇した。この故障はエンジンの回転部品がエンジンケースを貫通して脱落するもの（uncontained）であった。
故障発生後にリエージュ空港に安全に着陸することができたが、落下したエンジンの破片により2名が負傷した。このB747-400BCFは、PW4000シリーズの初期バージョンPW4056を搭載していた。。

## 調査

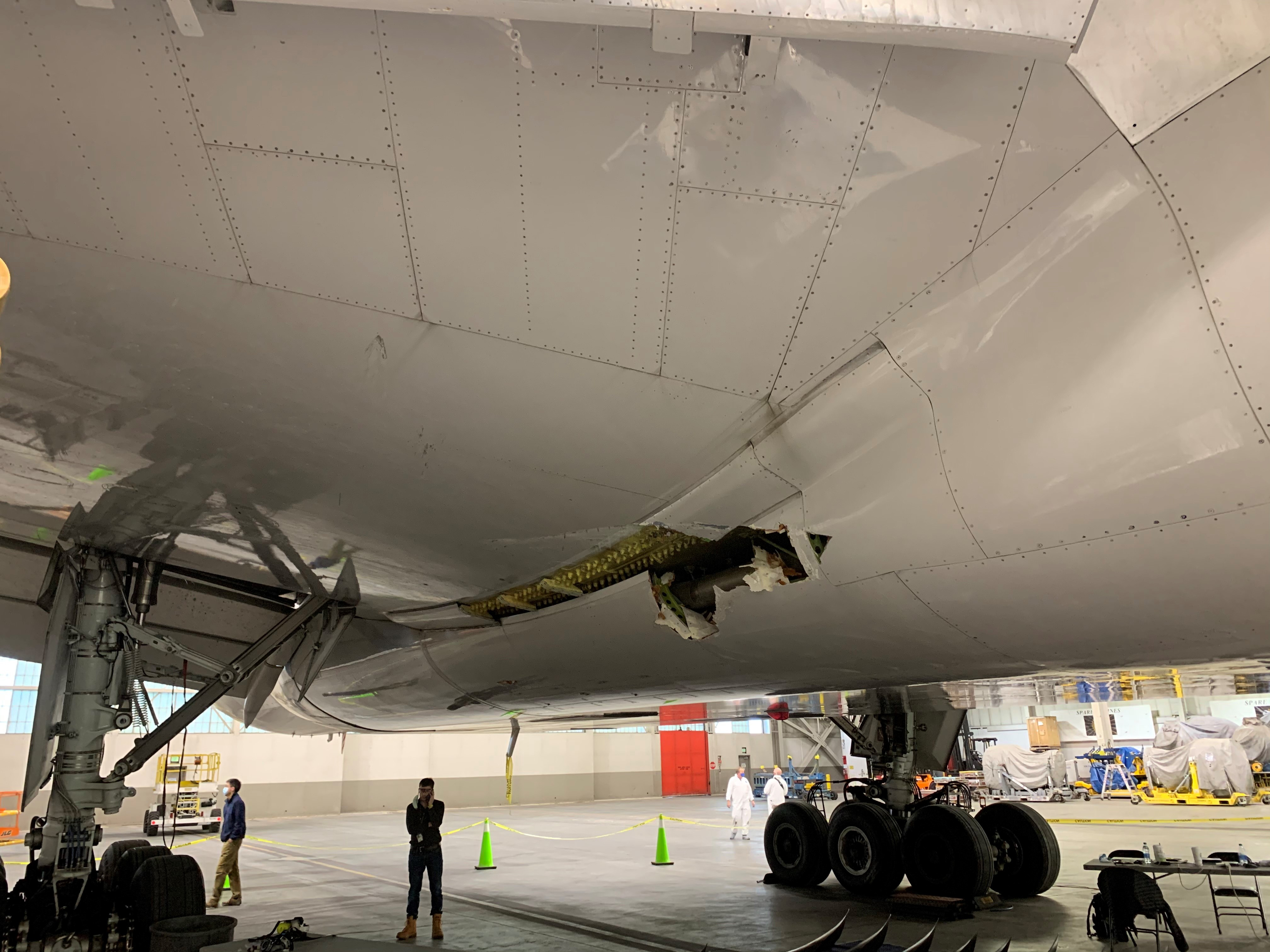
UA328便の損傷した羽根、ボディ、フェアリング (NTSB photo)

航空機事故であるため、主にアメリカ国家運輸安全委員会（NTSB）が事件を調査した。デンバー地域に住む上級調査員は、すぐに最初の対応者と状況および調査を調整した。加えて、NTSBのデンバー地域事務所からの他の3人の調査員が支援している。 NTSBは最初の検査で、エンジンの吸気口とカウリングが分離し、2つのファンブレードが破損していることに気づいた。特に、1つのブレードの一部が封じ込めリングに埋め込まれていた。さらにファンブレードの残りの部分は、先端と前縁に損傷を示していた。破損したブレードは取り外され、プライベートジェットによってコネチカット州ハートフォードにあるプラットアンドホイットニーの研究所に運ばれ、さらなる調査が行われた。
2021年2月22日、NTSBのロバート・サムウォルト議長は、予備評価によるとファンブレードの損傷は金属疲労と一致していると発表した。。この声明に限って言えば、今回のUA328便での故障が、2018年2月のUA1175および2020年12月のJAL904でのファンブレードの金属疲労に起因する他の故障と一致するかどうかは不明であるとしている 
同時に「私たちの厳密な定義に従って言えば、「部品が飛散したときに、封じ込めリングは飛散する部品を封じ込めていた」ため、この事件を「封じ込められていない」(uncontained)エンジンの故障とは見なさなかったと述べた。さらにNTSBは、エンジンへの燃料供給が停止されたという兆候にもかかわらずカウリングが航空機から分離した理由と、火災が発生した理由を調査する、とした。

## 影響
現地時間13時41分、コロラド州ブルームフィールド警察署はTwitterに次のように投稿した：「ブルームフィールド上空を飛行する飛行機にエンジントラブルが発生し、午後1時8分頃にいくつかの地域で瓦礫を落としたという報告を受けました」。つづいて、航空機が無事に着陸し、負傷者が報告されていないことを知らせるためにスレッドを更新し続けた。同警察署はまた、報告された瓦礫を示す写真をいくつか投稿し、それに触れたり動かしたりしないように、そして発見した時には（緊急ではない）番号に報告するよう一般市民に求めた。数個の瓦礫が積み重なったブルームフィールド・コモンズパークで即席に開かれた記者会見で、警察当局の広報担当官レイチェル・ウェルテ氏は、大衆からの大量の電話にも関して次のように述べている。「この時間帯にこの公園で負傷者が出なかったことは、私たちにとって非常に幸運なことです」。
2月23日、プラット・アンド・ホイットニー社は、同社が連邦捜査機関と協力し、PW4000エンジンの検査間隔の改定をサポートするために規制当局およびオペレーターと調整しているという声明を発表した。

### 同型エンジン搭載機の運航停止
アメリカ連邦航空局（FAA）は、PW4000エンジンを搭載したB777型機の検査を強化するよう命じた。
事故翌日の2月22日（日本時間2月21日）、国土交通省航空局は、日本航空と全日本空輸が運航するボーイング777型機のうち、PW4000エンジンを搭載した32機の運航停止を命じた。
イギリス現地時間遅くには、イギリス民間航空局 (en:Civil Aviation Authority (United Kingdom))が、PW4000-112エンジンを搭載したB777のイギリスへ空域への進入を禁止した。なお、同国のフラッグキャリアであるブリティッシュ・エアウェイズは同型機を運用していない。
2月24日、米国連邦航空局（FAA）は他国機関の対応に続き、緊急耐空性指令（en:Emergency airworthiness directive, EAD）を発行した。これはB777に限らず、特定のP&W PW4000エンジンを搭載した米国オペレーターが運用する航空機に対し、さらなる飛行の前にこれらのエンジンの全てのファンブレードを熱音響イメージング（en:Thermal acoustic imaging）で検査し、ユナイテッド航空が運用する機体については運用停止のままとする。
業界のオブザーバーは、FAAが事件からわずか3日後にEADを発行したという異常な迅速さについて、このあらたに発見された緊急性はボーイング737 MAXにおける飛行トラブルに起因すると推測している。
ユナイテッド航空は、該当する全ての航空機（24機運用、ほかに28機を保管）を運用から専制的に外した。
ボーイングはPW4000-112エンジンを搭載したB777、合計128機すべての世界的な運用停止を推奨した。それだけでなく、FAAの運行停止措置についても支持している。
2月22日時点で、カナダ運輸省の運輸大臣マーク・ガルノー（Marc Garneau（当時））は、B777のカナダ空域への進入禁止を検討している。カナダ国内にはPW4000エンジンを搭載したB777はないが、予防措置が検討されている。
4月5日、日本航空は運航停止中のボーイング777全13機（旧JAS機含む）を当初2022年3月末までの計画から1年前倒しして3月末までに退役させたことを明らかにした。新型コロナウイルスの影響も重なり運航再開が見込めない為の措置である。但し、前述の飛行禁止命令が国土交通省航空局より発令されている為、回送も出来ないまま国内各地の空港に留置されていた。その後、整備上の条件を満たした機材については、「売却のための回送運航」に限定して飛行が許可され、12月より順次回送される予定である。
全日空機については、2022年3月18日付の国土交通省航空局の決定により、「ファンブレード破断防止のため非破壊検査の間隔短縮」「インレットカウルの強化」「火災防止のための改修」といった3項目の再発防止策の実施を条件に、商業運航並びに日本乗り入れ再開が許可された事を受け、10月末にかけて順次運航を再開している。ユナイテッド航空機についても2022年5月までに運航再開許可を取得し、6月から運航再開に漕ぎ着けている。このうち事故当該機のN772UAは8月21日に運用に復帰している。

### 航空会社別の運航停止状況
| 航空会社         | 777型式   | エンジン型式               | 機数 | 合計 | 備考 |
| ---------------- | --------- | -------------------------- | ---- | ---- | --- |
| ユナイテッド航空 | 777-200   | PW4077                     | 19   | 52   | エンジンメーカー相違により他777-300ER、 旧コンチネンタル航空777-200ER運用 2022年6月以降、順次運航再開                |
| ユナイテッド航空 | 777-200ER | PW4090                     | 33   | 52   | エンジンメーカー相違により他777-300ER、 旧コンチネンタル航空777-200ER運用 2022年6月以降、順次運航再開                |
| 全日本空輸       | 777-200   | PW4074                     | 3    | 19   | エンジンメーカー相違により 他777-300ER運用 2022年6月以降、順次運航再開                                               |
| 全日本空輸       | 777-200ER | PW4074                     | 5    | 19   | エンジンメーカー相違により 他777-300ER運用 2022年6月以降、順次運航再開                                               |
| 全日本空輸       | 777-200ER | PW4090                     | 6    | 19   | エンジンメーカー相違により 他777-300ER運用 2022年6月以降、順次運航再開                                               |
| 全日本空輸       | 777-300   | PW4090                     | 5    | 19   | エンジンメーカー相違により 他777-300ER運用 2022年6月以降、順次運航再開                                               |
| 日本航空         | 777-200   | PW4074 (全機、元JAS機材)   | 6    | 13   | エンジンメーカー相違により他777-200ER/300ER運用中 PWエンジン機について21年3月期末に退役済 （同年12月以降、順次回送） |
| 日本航空         | 777-200   | PW4077 （JAL自社発注機材） | 3    | 13   | エンジンメーカー相違により他777-200ER/300ER運用中 PWエンジン機について21年3月期末に退役済 （同年12月以降、順次回送） |
| 日本航空         | 777-300   | PW4090                     | 4    | 13   | エンジンメーカー相違により他777-200ER/300ER運用中 PWエンジン機について21年3月期末に退役済 （同年12月以降、順次回送） |
| 大韓航空         | 777-200ER | PW4090                     | 12   | 16   | エンジンメーカー相違により 他777-300ER運用中                                                                         |
| 大韓航空         | 777-300   | PW4098                     | 4    | 16   | エンジンメーカー相違により 他777-300ER運用中                                                                         |
| アシアナ航空     | 777-200ER | PW4090                     | 9    | 9    | |
| ジンエアー       | 777-200ER | PW4090                     | 4    | 4    | 大韓航空中古リース機                                                                                                 |

## 関連番組
- 時論公論『B777 相次いだエンジン損傷 求められる再発防止』 - 日本放送協会（NHK）、2022年8月30日放送（担当解説委員、放送総局解説委員室・中村幸司）